# コハラ山地

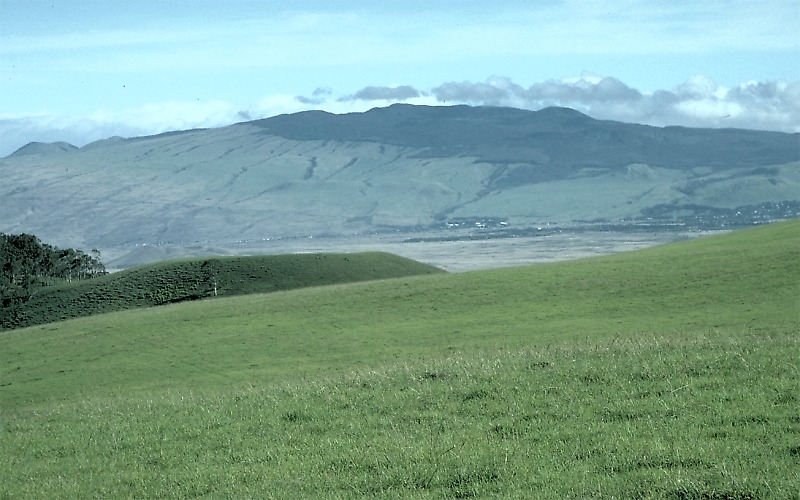
コハラ山地（海抜1,637m）をマウナ・ケア山から遠望する。

ハワイ島を形成する５つの楯状火山

コハラ山地（コハラさんち、英語: Kohala Mountains）は、アメリカ合衆国ハワイ州のハワイ島にある火山で、最高地点は海抜1,637メートル。  島の西北端にあり、近くの町は島の最西北端にあるハヴィ（Hawi）。
ハワイ島を作り上げた5つのおもな楯状火山のひとつであり、他はマウナ・ロア山、マウナ・ケア山、キラウェア火山、フアラライ山である。これらの火山のうち最も古いもので、風雨による浸食も最も進んでいて、いくつかの深い谷がある。最近の噴火は約12万年前と考えられている。
近年、ハワイ島の西海岸の観光リゾート（ワイコロア・ビーチなど）の開発が進んでおり、そこから手近なハイキングコースとして、多くの観光客も訪れるようになった。  ここへ行く途中の州道19号線では冬季に鯨の群れを見ることもあり、またコハラ山地の北海岸にはワイピオ渓谷、ポロルー渓谷などがある。

## 参照
1. ↑   Kohala Mountains Range
2. ↑   コハラ滝などへのハイキング・ツアー